# Calippo
Il Calippo è una linea di gelati prodotto dalla Unilever sotto il marchio Heartbrand. In Italia viene prodotto dalla Unilever sotto il marchio Algida. Inizialmente in Italia il Calippo fu distribuito (sotto il nome ‘’Lippo’’) dalla Toseroni, poi diventata Eldorado già dalla prima metà degli anni ottanta. In seguito la Eldorado fu assorbita dalla Algida.

## Storia
Il Calippo è un ghiacciolo dalla forma cilindrica, contenuto in un involucro che quando viene premuto nella sua parte inferiore fa fuoriuscire il ghiacciolo dall'apertura superiore. I gusti distribuiti in Italia sono limone, cola, fragola, arancia e frutta tropicale, mentre in altre nazioni sono distribuite anche altre varianti. Per alcuni anni fu prodotta anche la variante Calippo Fizz.
Inizialmente il Calippo era denominato Al Lime.